# Лендваи, Петер Эрвин
Петер Эрвин Лендваи (нем. Peter Erwin Lendvai; 4 июня 1882, Будапешт — 21 марта 1949, Эпсом, графство Суррей) — немецкий композитор и хоровой дирижёр венгерского происхождения. Дядя Камилло Лендваи.

## Биография
Окончил Будапештскую консерваторию, ученик Ганса фон Кёсслера. С 1906 года жил и работал в Германии. В 1914—1920 годах — профессор композиции в Консерватории Клиндворта-Шарвенки, затем преподавал в Гамбурге. Оказал влияние на многих композиторов, писавших для хора. В качестве дирижёра в 1929 году исполнил на Берлинском радио премьеру хорового сочинения Арнольда Шёнберга «Счастье» (Op. 35 No. 4). В 1933 году эмигрировал в Великобританию.
Автор оперы «Эльга» (1916, по одноимённой пьесе Герхарта Гауптмана). Симфония Лендваи (в исполнении Бостонского симфонического оркестра под управлением Карла Мука) заставила рецензента «Нью-Йорк Таймс» заметить, что

хотя у этой симфонии в целом суровое выражение лица, так что вряд ли она завоюет много друзей при первом прослушивании, — это, безусловно, работа музыканта, наделённого оригинальной, индивидуальной силой.— 
Лендваи принадлежат также камерные, хоровые и органные сочинения.